# West Hartford

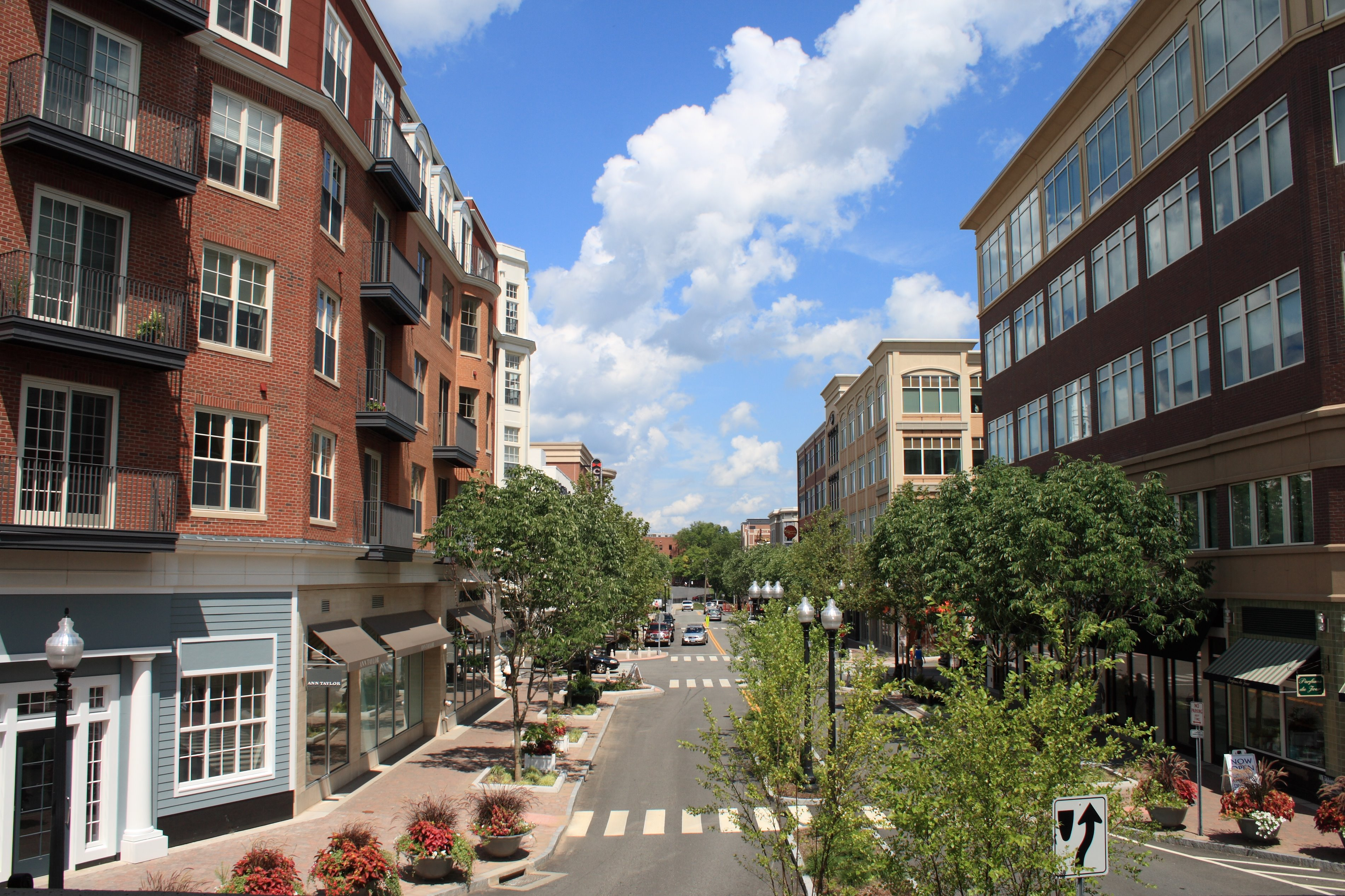
Het district "Blue Back Square" in West Hartford.

West Hartford is een plaats (census-designated place) in de Amerikaanse staat Connecticut, en valt bestuurlijk gezien onder Hartford County.

## Demografie
Bij de volkstelling in 2000 werd het aantal inwoners vastgesteld op 63.589.

## Geboren in West Hartford
- John Franklin Enders (1897-1985), medisch wetenschapper en Nobelprijswinnaar (1954)
- Eric Osterling (1926) componist, muziekpedagoog en dirigent

## Geografie
Volgens het United States Census Bureau beslaat de plaats een oppervlakte van
57,9 km², waarvan 56,9 km² land en 1,0 km² water.

## Plaatsen in de nabije omgeving
De onderstaande figuur toont nabijgelegen 'incorporated' en 'census-designated' plaatsen in een straal van 16 km rond West Hartford.